# 5782 Akirafujiwara
5782 Akirafujiwara este un asteroid din centura principală, descoperit pe 7 ianuarie 1991, de Robert McNaught.